# Dolichoderus coquandi
Espèce
Dolichoderus coquandi est une espèce fossile de fourmis de la sous-famille des Dolichoderinae, de la tribu des Dolichoderini dans le genre Dolichoderus.

## Classification
L'espèce Dolichoderus coquandi est décrite en 1937 par le paléontologue français Nicolas Théobald (1903-1981) dans sa thèse. 

### Fossiles
L'holotype Am22, de l'ère Cénozoïque, et de l'époque Oligocène (33,9 à 23,03 Ma) faisait partie de la collection du Muséum national d'histoire naturelle de Paris et vient du gisement de gypse d'Aix-en-Provence.
Nicolas Théobald ajoute concernant la détermination, qu'au dos de l'holotype est inscrite la mention « Ponera Coquandiana », espèce non existante. Même si les ailes restent semblables entre le genre Dolichoderus et Ponera, « on ne voit pas trace de l'étranglement entre le premier et le deuxième segments abdominaux, caractéristique du groupe des Poneridae. ».
Cette espèce a aussi plusieurs échantillons (sept) : R454, R659 R483, ainsi que R99, 191, 606, 85 faisant partie de la collection Mieg du musée de Bâle en Suisse et venant du gisement de Kleinkembs (mine de sel).

### Confirmation du genreDolichoderus
L'espèce Dolichoderus affectus est confirmée dans le genre Dolichoderus en 2012 par le myrmécologue anglais Barry Bolton (1938-).

### Étymologie
L'épithète spécifique « coquandi » est un hommage au paléontologue français et provençal Henri Coquand (1811-1881).

## Description

### Caractères
La diagnose de Nicolas Théobald en 1937 : Cette fourmi a un 

« corps brun foncé, pattes brunes, ailes claires, légèrement jaunâtres. Tête arrondie, à peine transversale ; deux gros yeux de forme ovale ; ? ocelles ; clypeus large et court. Thorax large et fort ; pronotum non visible à la face dorsale ; mésonotum forme un large bouclier ; scutellum arrondi à l’arrière ; thorax ovale. Pétiole court, formé par un seul segment, transversal. Abdomen gros, renflé, cinq segments bien visibles, le dernier porte les appendices génitaux exserts. Pattes assez fortes, cuisses renflées, tibias cylindriques, tarses grêles. Ailes dépassant longuement l'extrémité de l'abdomen ; nervation nette ; stigma court et étroit ; une cellule discoïdale fermée ; une cellule cubitale fermée ; la deuxième cubitale est probablement fermée aussi, mais la nervure transversale, qui la limite à l'apex, manque. ».

### Dimensions
La longueur totale est de 0,5 mm

## Galerie
- Fossiles Dolichoderus coquandi en 1937 selon N. Th. Hyménoptères du Sannoisien de Kleinkembs
- Dolichoderus coquandi éch. R483.
- Dolichoderus coquandi éch. R606.
- Dolichoderus coquandi éch. R659.
- Dolichoderus coquandi mâle Holotype éch. Am22.

- Ailes d'espèces vivantes du genre Dolichoderus.
- Vue de profil de l'aile d'une fourmi Dolichoderus bispinosus.
- Vue de profil de l'aile d'une fourmi Dolichoderus quadripunctatus
- Vue de profil de l'aile d'une fourmi Ponera exotica.

- Quelques espèces vivantes du genre Dolichoderus.
- Dolichoderus attelaboides.
- Dolichoderus beccarii.
- Dolichoderus decollatus.
- Dolichoderus germaini.
- Dolichoderus lutosus.
- Dolichoderus plagiatus.
- Dolichoderus quadripunctatus, ouvrière.
- Dolichoderus sibiricus.
- Dolichoderus taschenbergi.
- Dolichoderus validus.

### Publication originale
- [1937] Nicolas Théobald, « Les insectes fossiles des terrains oligocènes de France 473 p., 17 fig., 7 cartes,13 tables, 29 planches hors texte », Bulletin Mensuel de la Société des Sciences de Nancy et Mémoires de la Société des sciences de Nancy, Imprimerie G. Thomas,‎ 1937, p. 1-473 (ISSN 1155-1119 et 2263-6439, OCLC 786027547). .